# イージーリスニング
イージーリスニング（英: easy listening）は、1950年代から1970年代にかけて最も人気があったポピュラー音楽のジャンルおよびラジオの放送プログラムである。ムード音楽（英: mood music）、現代クラシックとも称される。また、ミドル・オブ・ザ・ロードと関連づけられている。

## 概要
百貨店や病院等にて、雰囲気づくりのためのBGMとして使用されることが多い。
聴者に直ぐに好印象を与え、誰が聴いてもリラックス感をもたらすようテクニックを駆使したアレンジで有名曲を奏でる。
ポール・モーリアは、「私の音楽は、クラシックとポップスのちょうど中間にある」と述べている。
2020年代になりK-POPにおいて楽曲の傾向を表す言葉として「イージーリスニング」(이지리스닝)と言われることがある。これは本項で扱う20世紀からあるポピュラー音楽の1ジャンルとしてのイージーリスニングとは別で、単に「軽く聴ける」ぐらいの意味を表している。
特定の音楽ジャンルに関する知識や興味がなくても、あるいは特に音楽愛好者でなくても気軽に聞くことが出来て、聞き流せる。
イージーリスニングの主な特徴は、以下の通りである。（出典1-2）
1. 中テンポからスローテンポのアレンジが特徴の一つ。
2. 大きな弦楽器セクションや、合成された弦楽器の音色が特徴である。

## 歴史

### 日本
日本では、1960年代～70年代にかけて、ポール・モーリア、レイモン・ルフェーブル、フランク・プウルセルらのオーケストラもののインストゥルメンタル曲が、イージー・リスニングの代表格として人気となった。
当時、高度経済成長を背景に全国的に団地が林立し、「2LDK」という言葉が登場し始めるなど、イージーリスニングは文化的な生活様式にフィットし、気持ちを豊かにする音楽としてもてはやされた。
 
ロック・コンサートでの混乱やトラブルを理由として、キョードー東京はロックコンサートの運営を一時回避し、その代替として1972年より、イージーリスニングを扱った『ラヴ・サウンズ』シリーズの公演を開始した。これを転機に、イージーリスニングのコンサートは人気を集め、2枚500円引きのペアチケットが用意されるなど、若い世代からも重宝された。また、ビートルズが1970年に解散した以降、ハードロックを苦手とするポップスファンからも愛好された。
ブームが去った後も、ポール・モーリアの『オリーブの首飾り』が手品ショーの定番BGM
として用いられるなど現代でも親しまれ、のちのヒーリングミュージックブームの先駆けにもなった。2013年頃、再ブームが訪れている。
ビルボードのイージー・リスニング・チャートは、1979年にアダルト・コンテンポラリー・チャートに名称が変更されている。

### アメリカ合衆国
アメリカではオーケストラものよりも、ヘレン・メリル&クリフォード・ブラウンに始まり、セルジオ・メンデス&ブラジル66、レターメン、フィフス・ディメンションなどのボーカル・グループに加え、ペリー・コモ、ナット・キング・コール、パティ・ペイジ、ドリス・デイ、ローズマリー・クルーニー、ペギー・リーらの歌手がこのジャンルで人気となった。 1970年代には、カーペンターズ、ディオンヌ・ワーウィック、ロバータ・フラック、バーブラ・ストライサンドなども、イージー・リスニングやアダルト・コンテンポラリーに含まれた。インストものでは、ベルト・ケンプフェルトやカーメン・キャバレロらが活躍したが、音楽性はクラシック寄りだった。

## イージーリスニングの主なアーティスト
- ポール・モーリア[注 3][15][16]
- レイモン・ルフェーブル[注 4]
- フランク・プゥルセル
- カラベリ（カラベリときらめくストリングス）
- カーメン・キャバレロ
- ニニ・ロッソ[注 5]
- マントヴァーニ
- ダニエル・リカーリ
- 101ストリングス・オーケストラ
- アニタ・カー・シンガーズ
- アルフレッド・ハウゼ
- ビリー・ヴォーン
- ノーマン・キャンドラー
- リチャード・クレイダーマン
- ポール・デ・セネバル
- リカルド・サントス
- シンガーズ・アンリミテッド
- スウィングル・シンガーズ
- クロード・チアリ
- フランク・チャックスフィールド
- バート・バカラック
- クリス・モンテス
- メイナード・ファーガソン
- パーシー・フェイス
- スタンリー・ブラック
- サン・プルー
- フィルム・シンフォニック・オーケストラ
- ヘンリー・マンシーニ
- フランク・ミルズ
- ヴィクター・ヤング
- ジェームス・ラスト
- アンドレ・ギャニオン
- ミシェル・ルグラン
- フランシス・レイ
- レイ・コニフ・シンガーズ
- ニーノ・ロータ
- ハーブ・アルパート[17]
- ザビア・クガート[17]
- セルジオ・メンデス[17]
- バリー・ホワイト